# Minhota (raça bovina)

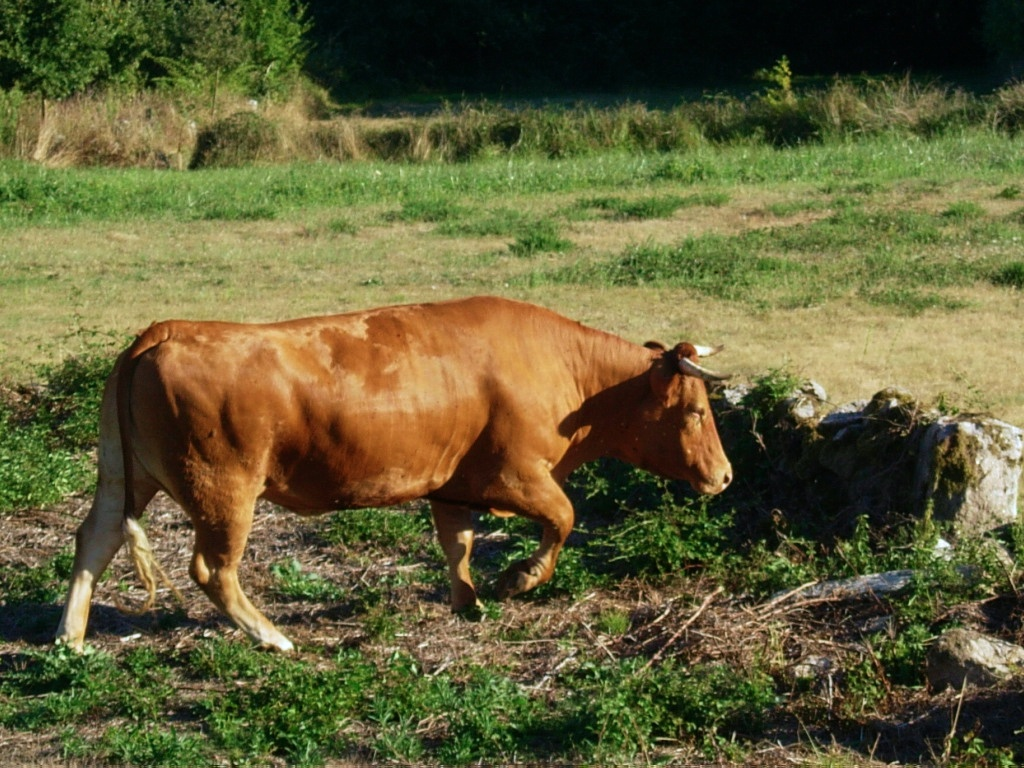
Raça minhota ou galega

A raça Minhota ou Galega  é uma variedade de gado bovino que teve origem no Minho, em Portugal, mais concretamente no distrito de Viana do Castelo, e foi-se expandindo para os distritos vizinhos do noroeste português.

## História
Foi comum na região minhota no século XIX, sendo usada para a produção de laticínios quando essa indústria se expandiu na região, entre os séculos XIX e XX. Seus números, porém, decaíram muito ao longo do século XX, o que levou a União Europeia a classificá-la como em perigo de extinção em 2002. Atualmente há programas de recuperação da raça no noroeste português.

## Características
É uma raça hipermétrica (de grande tamanho e peso), de bom temperamento e fácil manejo. É a única raça autóctona portuguesa de bovinos apta para a produção de carne e leite.

## Raças derivadas
São derivadas desta raça a Ramo Grande dos Açores e a Caracu do Brasil.